# Aleksandr Abrosimov
Pour les articles homonymes, voir Abrossimov.
Aleksandr Vladimirovitch Abrossimov (en russe : Александр Владимирович Абросимов) est un joueur russe de volley-ball né le 25 août 1983 à Novokouïbychevsk (oblast de Samara, alors en URSS). Il mesure 2,07 m et joue central. Il totalise 28 sélections en équipe de Russie.

## Clubs
| Club                         | De        | À         |
| ---------------------------- | --------- | --------- |
| NOVA Novokouïbychevsk        | 1999-2000 | 2004-2005 |
| Lokomotiv Belgorod           | 2005-2006 | 2007-2008 |
| Zenit Kazan                  | 2008-2009 | 2010-2011 |
| Fakel Novy Ourengoï          | 2008-2009 | 2010-2011 |
| Zenit Kazan                  | 2012-2013 | 2013-2014 |
| Modèle:Lokomotiv novosibirsk | 2014-2015 | ...       |

## Palmarès

### Club et équipe nationale
- Championnat d'Europe (1)
  - Vainqueur : 2001
- Ligue des champions
  - Finaliste : 2011
- Championnat de Russie (3)
  - Vainqueur : 2009, 2010, 2011
  - Finaliste : 2006
- Coupe de Russie (2)
  - Vainqueur : 2005, 2009
- Supercoupe de Russie (2)
  - Vainqueur : 2010, 2012

### Distinctions individuelles
- Meilleur contreur du Final Four de la Ligue des champions 2011